# Nati nel 1417
| Questa pagina contiene informazioni ricavate automaticamente dalle voci biografiche con l'ausilio del template Bio e di un bot. L'aggiornamento è periodico e automatico e ricostruisce completamente la pagina. Se manca una persona in questa lista, sei pregato di non aggiungerla, ma accertati piuttosto che la sua voce biografica contenga il template Bio e che i dati anagrafici siano correttamente compilati. Se il template Bio manca, inseriscilo tu stesso o, in alternativa, metti l'avviso {{tmp\|Bio}} che ne segnala la mancanza. Se i dati riportati sono sbagliati, correggi direttamente la voce biografica; le modifiche saranno visibili in questa lista entro pochi giorni. Per chiarimenti vedi il progetto biografie. La lista contiene solo le 23 persone che sono citate nell'enciclopedia e per le quali è stato implementato correttamente il template Bio. Pagina aggiornata al 10 giu 2025. |

- 23 febbraio - Ludovico IX di Baviera-Landshut, nobile tedesco († 1479)
- 23 febbraio - Papa Paolo II, papa, vescovo cattolico e cardinale italiano († 1471)
- 24 aprile - Federico I del Palatinato-Simmern, nobile tedesco († 1480)
- 10 maggio - Carlo Gonzaga, nobile († 1456)
- 25 maggio - Caterina di Kleve, nobile († 1479)
- 19 giugno - Sigismondo Pandolfo Malatesta, condottiero italiano († 1468)
- 14 luglio - Giovanni Andrea Bussi, umanista e vescovo cattolico italiano († 1475)
- 2 novembre - Sejo di Joseon, re coreano († 1468)
- 8 novembre - Filippo I di Hanau-Lichtenberg, conte tedesco († 1480)
- 23 novembre - William FitzAlan, XVI conte di Arundel, nobile inglese († 1487)
- Alfonso de Aragón y de Escobar, nobile spagnolo († 1485)
- Giorgio VIII di Georgia, re († 1476)
- Diego Hurtado de Mendoza, nobile spagnolo († 1479)
- Domenico di Michelino, pittore italiano († 1491)
- Enrico IV di Meclemburgo-Schwerin, duca tedesco († 1477)
- Filippo di Savoia, nobile († 1444)
- Gioacchino Torriani, teologo, umanista e religioso italiano († 1500)
- Jöns Bengtsson Oxenstierna, arcivescovo cattolico svedese († 1467)
- Bona Lombarda, italiana († 1468)
- Nicola di Flüe, magistrato, politico e santo svizzero († 1487)
- Alessandro Nievo, religioso e giurista italiano († 1484)
- Bianca Pellegrini, nobildonna italiana
- John Talbot, II conte di Shrewsbury, militare inglese († 1460)